# L'Affaire Matteotti
Pour plus de détails, voir Fiche technique et Distribution.
L'Affaire Matteotti (Il delitto Matteotti) est un film politique italien, réalisé par Florestano Vancini, sorti en 1973 en Italie et en France en 1977. Il relate des faits politiques réels, ceux relatifs à l'assassinat, en juin 1924, du leader socialiste Giacomo Matteotti.

## Synopsis
Le député socialiste (Parti socialiste unitaire) Giacomo Matteotti condamne vivement le déroulement des élections législatives d'avril 1924 en Italie, qui permet aux fascistes, conduits par Benito Mussolini, d'occuper les deux tiers des sièges parlementaires. Matteotti milite, avec détermination, en faveur de l'annulation de ce scrutin qu'il estime truqué et préconise la tenue de nouvelles élections. Mais, en juin de la même année, il est enlevé et assassiné par des squadristi fascistes... Le "Duce" Mussolini a sans doute couvert l'opération, même si sa participation (directe ou indirecte) n'a jamais été formellement établie...

## Fiche technique
- Titre original : Il delitto Matteotti
- Titre en France : L'Affaire Matteotti ou Giacomo Matteotti[1]
- Réalisation : Florestano Vancini
- Scénario : Lucio Manlio Battistrada, F. Vancini
- Photographie : Dario Di Palma, Eastmancolor
- Montage : Nino Baragli
- Musique : Egisto Macchi
- Producteur : Gino Mordini
- Durée : 115 minutes en France
- Pays d'origine :  Italie
- Année de réalisation : 1973
- Dates de sortie :
  - Italie : 13 septembre 1973
  - France : 9 février 1977[1]

## Distribution
- Franco Nero : Giacomo Matteotti
- Mario Adorf : Benito Mussolini
- Riccardo Cucciolla : Antonio Gramsci
- Damiano Damiani : Giovanni Amendola
- Vittorio De Sica : Mauro Del Giudice
- Gastone Moschin : Filippo Turati
- Giulio Girola : Victor-Emmanuel III
- José Quaglio : directeur de police Bertini
- Piero Gerlini : Giuseppe Emanuele Modigliani (it)
- Antonio La Raina : président de la Chambre des députés
- Stefano Oppedisano : Piero Gobetti
- Gino Santercole
- Franco Silva
- Renzo Martini

## Commentaires
- « Vancini reconstitue l'époque avec soin, mettant en scène des personnages historiques (...) : Mussolini, Gramsci, Amendola, Turati, s'efforçant de cerner la vérité politique et refusant les digressions romancées pour montrer qu'à ce moment-là le pays (l'Italie) avait encore une chance de se libérer du fascisme » (Freddy Buache, Le Cinéma italien 1945-1990, éditions L'Âge d'Homme, Lausanne).